# Игнатов, Валерий Викторович
Валерий Викторович Игнатов — советский хозяйственный, государственный и политический деятель.

## Биография
Родился в 1941 году в Москве. Член КПСС.
С 1963 года — на хозяйственной, общественной и политической работе. В 1963—2013 гг. — плотник-бетонщик, начальник штаба всесоюзной ударной комсомольской стройки «Братский лесопромышленный комплекс», секретарь комитета ВЛКСМ стройки, Братского горкома комсомола, 1-й секретарь Иркутского обкома ВЛКСМ, 1-й секретарь Куйбышевского райкома КПСС, 1-й секретарь Иркутского горкома КПСС, заместитель начальника специального управления строительства «Братскгэсстрой», заместитель председателя Иркутского облисполкома по социальным вопросам, заместитель генерального директора Братского ЛПК, директор Иркутского представительства ОАО «Братсккомплексхолдинг», председатель комитета по лесному хозяйству и лесоперерабатывающей промышленности администрации области, председатель Совета Иркутской областной общественной организации ветеранов войны, труда, Вооруженных Сил и правоохранительных органов.
Делегат XXVI съезда КПСС.
Жил в Иркутске. Умер 19 ноября 2020 года.

## Память
- В 2021 году, решением Совета Иркутской областной общественной организации ветеранов[2], был учреждён нагрудный знак «За вклад в развитие ветеранского движения имени В. В. Игнатова». Нагрудным знаком награждаются граждане более 10 лет проработавшие в сфере ветеранского движения, внёсшие наибольший вклад в развитие ветеранского движения, спонсоры и социальные партнеры Иркутской областной общественной организации ветеранов.